# São Joaquim
São Joaquim est une ville brésilienne de l'État de Santa Catarina.

## Géographie
São Joaquim (trouvé à une latitude de 28° 17′ 38″ sud et à une longitude de 49° 55′ 54″ ouest) est situé à 1 360 mètres d'altitude et est l'une des villes les plus hautes du pays, à la hauteur du siège de la municipalité. Le climat doux toute l'année et le froid hivernal selon les normes brésiliennes (mais pas strictement pour certaines espèces tempérées) permettent la culture des pommes comme dans d'autres climats similaires. Promouvoir le Festival national de la pomme, fruit qui ne s’adapte pas facilement dans la plupart des régions du Brésil. EPAGRI, le département d'État de l'agriculture, dispose d'une station expérimentale où la culture de Fuji apportée par Fumio Hiragami, originaire de la Curitibanos, est perfectionnée à cet endroit. Les plantes viennent du Japon.
Sa population était de 24 812 habitants au recensement de 2010. La municipalité s'étend sur 1 892,26 km2. Elle fait partie de la microrégion de Campos de Lages, dans la mésoregion Serrana de Santa Catarina. Cependant, depuis mi-2017, il se trouve dans la région immédiate de Lages.

### Climat
Le climat est hautes terres subtropicales, mais toujours humide toute l'année (Köppen: Cfb), ce qui peut être interprété comme un véritable climat océanique tempéré, comme on peut le trouver à Plymouth et dans le reste du sud-est anglais, avec de nombreuses similitudes. Les températures sont douces toute l'année, sans différences évidentes entre les valeurs les plus élevées et les plus basses de la variation de température entre les saisons. La température la plus basse constatée est de -9 °C (14 juillet 2000), "très froid" pour les conditions brésiliennes, bien qu'elle ne soit pas encore extrême. La température de sortie de 1961 à 10 heures a une température d'environ -7 °C. L'été est même frais pour une ville aussi haute, le maximum absolu étant de 31,4 °C (20 décembre 1971). Les températures ont une température de 30 °C et passé 4 fois,. Il neige presque tous les ans, bien que de faible intensité, sauf dans de rares cas, comme en 1957, la plus grosse chute de neige de Santa Catarina et la deuxième plus importante du pays avec 1,3 mètre de neige et le blocus d’une semaine pour accéder à la ville.

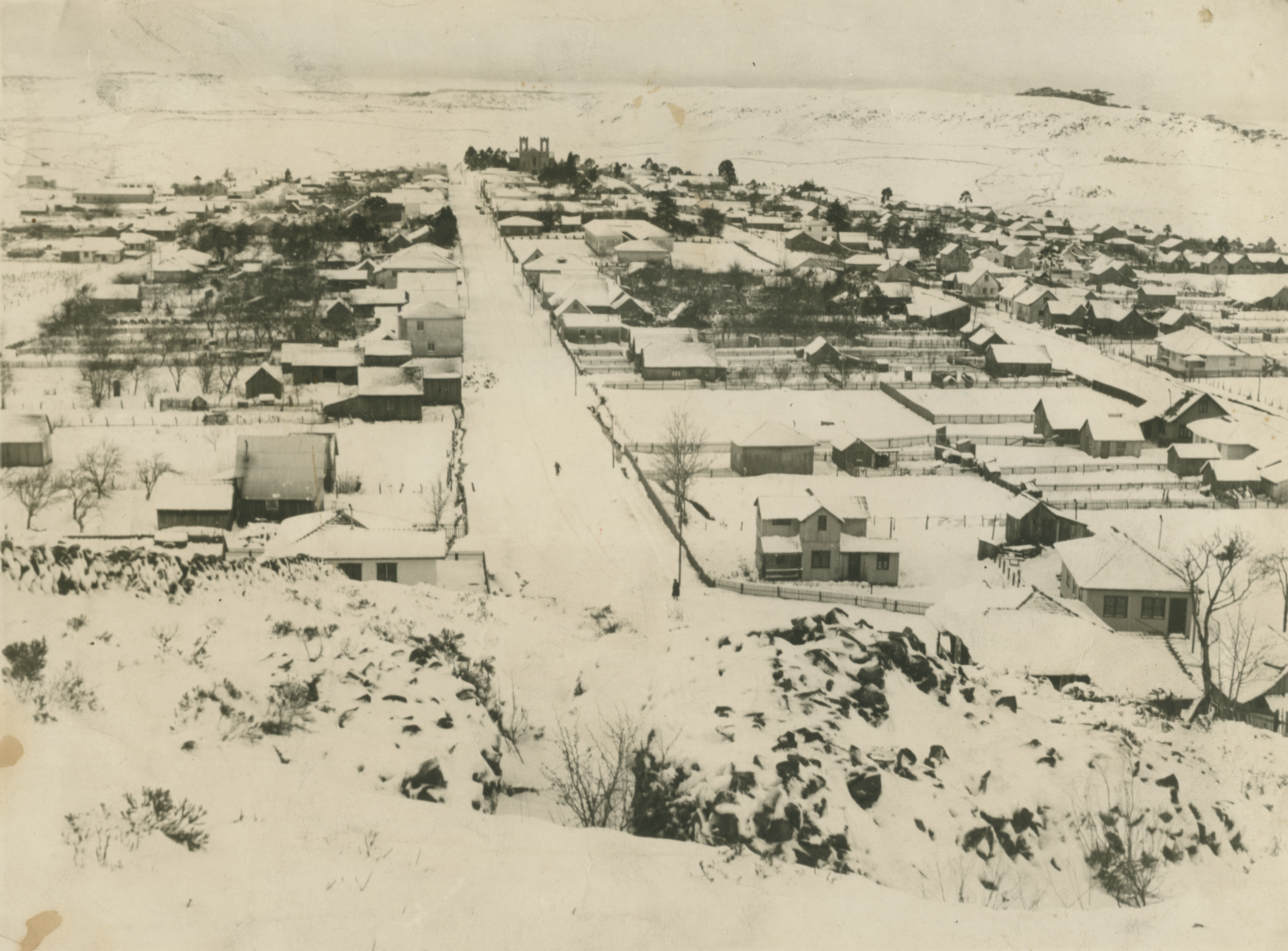
São Joaquim recouvert de neige en 1968, 11 ans après le plus gros blizzardde l'État

Des études montrent l'augmentation de la fréquence des précipitations avec la phase chaude de Oscillation décennale du Pacifique (PDO) et sa diminution au cours des épisodes El Niño et La Niña. Si l’altitude était plus haute ou de quelques degrés plus au sud, elle subirait probablement une chute de neige plus uniforme et cumulative. Les précipitations sont bien réparties tout au long de l'année, contrairement à Campos do Jordão, par exemple, où il y a une saison sèche définie sans pics bien définis comme prévu. Le gel peut même se produire au milieu de l'été et est en moyenne de 40,8 jours par an. Le gel du sol et des plantes entre 1980 et 2003 est enregistré par la station météorologique locale. La ville a en moyenne 2,7 jours de neige par an, ce qui en fait la ville la plus enneigée du Brésil, en dehors des zones rurales les plus élevées. Une telle situation, dans laquelle la plupart des communautés brésiliennes n’ont jamais été enneigées ou, dans de rares cas, la ville est souvent visitée en tant que tourisme hivernal pour ceux qui veulent regarder les chutes de neige, qui se situent généralement aux meilleurs moments du milieu de l’année à un autre moment.
| Mois                                                            | jan.       | fév.       | mars           | avril      | mai        | juin       | jui.           | août       | sep.       | oct.       | nov.       | déc.       | année      |
| --------------------------------------------------------------- | ---------- | ---------- | -------------- | ---------- | ---------- | ---------- | -------------- | ---------- | ---------- | ---------- | ---------- | ---------- | ---------- |
| Température minimale moyenne (°C)                               | 13,3       | 13,6       | 12,7           | 10,4       | 7,6        | 6,8        | 6              | 7,1        | 7,2        | 9,6        | 10,8       | 12,3       | 9,8        |
| Température minimale moyenne la plus basse (°C) année du record | 10,5 1979  | 10,5 1968  | 8,6 1962       | 4,8 1968   | 3,4 1968   | 2,5 1964   | 1,6 1964       | 3,3 1966   | 4,8 1968   | 5,9 1963   | 7,6 1970   | 9,3 1964   | 1,6 1964   |
| Température minimale moyenne la plus haute (°C) année du record | 15 2014    | 15,7 1977  | 15,3 2002      | 13 1973    | 10,7 1981  | 10,1 1972  | 9,4 1982       | 10,3 1982  | 11 1963    | 11,7 2002  | 14,5 2009  | 14,4 2012  | 15,7 1977  |
| Température moyenne (°C)                                        | 17,1       | 17,1       | 16,1           | 13,8       | 10,9       | 10         | 9,5            | 11,1       | 11,2       | 13,5       | 14,9       | 16,4       | 13,5       |
| Température maximale moyenne (°C)                               | 22,6       | 21,4       | 21,5           | 19,1       | 15,8       | 14,7       | 14,5           | 16,7       | 16,6       | 18,9       | 20,5       | 22,2       | 18,8       |
| Température maximale moyenne la plus basse (°C) année du record | 21 2008    | 21,3 2004  | 19,4 1965/2013 | 17 1971    | 13,4 2007  | 11,9 1974  | 11,8 1962      | 13,5 1973  | 13,6 2005  | 16,7 1997  | 18,6 2008  | 20,5 2003  | 11,8 1962  |
| Température maximale moyenne la plus haute (°C) année du record | 24,6 2014  | 25,6 1977  | 24,5 1980      | 21,2 1980  | 19,6 1981  | 17,1 1962  | 18,1 1977      | 19,2 2015  | 21,2 1981  | 21,4 1967  | 23,3 2009  | 24,6 1994  | 25,6 1977  |
| Record de froid (°C) date du record                             | 3,5 2005   | 4,2 1971   | 0,3 1963       | −2,9 2016  | −6,8 1968  | −7,2 1961  | −9 2000        | −8,2 1963  | −7,5 1964  | −2,4 1969  | −1,5 1992  | 1,4 1971   | −9 2000    |
| Température maximale la plus basse (°C) date du record          | 13,1 1976  | 12,2 1969  | 10,2 1961      | 4,6 2016   | 1,8 1962   | 2 1994     | −2,4 2000      | 0 1965     | 2,4 2002   | 8,8 1963   | 9,8 1970   | 11,5 2004  | −2,4 2000  |
| Température minimale la plus haute (°C) date du record          | 19,4 2006  | 19,4 2010  | 18,9 1978      | 18,6 2016  | 15,7 1973  | 16,8 1992  | 15,3 1977/1978 | 18,5 1993  | 19 1994    | 17 1993    | 18,3 2009  | 18,6 2012  | 19,4 2006  |
| Record de chaleur (°C) date du record                           | 30,6 1963  | 30,1 1973  | 28 1970        | 26,9 1973  | 25,2 1993  | 22,8 1995  | 24,1 2013      | 27,7 1997  | 28,4 1994  | 28,9 2009  | 28,1 2009  | 31,4 1971  | 31,4 1971  |
| Nombre de jours avec température minimale ≤ –5 °C               | 0          | 0          | 0              | 0          | 0,2        | 0,3        | 1,1            | 0,4        | 0,2        | 0          | 0          | 0          | 2,2        |
| Nombre de jours avec gel                                        | 0          | 0          | 0              | 2          | 5          | 6          | 6              | 5          | 3          | 0          | 0          | 0          | 27         |
| Nombre de jours avec température maximale ≤ 0 °C                | 0          | 0          | 0              | 0          | 0          | 0          | 0,06           | 0,1        | 0          | 0          | 0          | 0          | 0,2        |
| Nombre de jours avec température maximale ≥ 30 °C               | 0,06       | 0,04       | 0              | 0          | 0          | 0          | 0              | 0          | 0          | 0          | 0          | 0,06       | 0,2        |
| Ensoleillement (h)                                              | 166,6      | 142,7      | 170,2          | 158        | 149,7      | 128,9      | 151            | 150,2      | 141,3      | 148,8      | 178,4      | 179,4      | 1 865,2    |
| Ensoleillement le plus bas (h) année du record                  | 78,4 1971  | 52,7 1982  | 114,6 1972     | 69,9 1979  | 58,2 1983  | 81 1983    | 35,7 1978      | 61,8 1978  | 75,8 1975  | 85,5 1997  | 92,6 1982  | 99 1979    | 35,7 1978  |
| Ensoleillement le plus élevé (h) année du record                | 224,1 2005 | 215,4 2004 | 233,3 2012     | 218,7 2013 | 199,2 2008 | 181,7 2009 | 205,3 2013     | 208,4 2014 | 220 2016   | 232,4 2004 | 233 2013   | 249 2013   | 249 2013   |
| Record d'ensoleillement en 24 h (h) date du record              | 13 1988    | 12,8 1989  | 11,4 1988      | 11,4 1988  | 10,6 1971  | 10,2 2015  | 10,1 1972      | 11,3 2008  | 12 1973    | 12,3 1989  | 13,2 1988  | 12,9 1988  | 13,2 1988  |
| Nombre de jours avec ensoleillement ≥ 1 h                       | 6,9        | 5,9        | 7,1            | 6,6        | 6,2        | 5,4        | 6,3            | 6,3        | 5,9        | 6,2        | 7,4        | 7,5        | 77,7       |
| Ensoleillement (MJ/m²)                                          | 19,4       | 17,9       | 16,1           | 12,8       | 10,8       | 9,5        | 10,1           | 12,6       | 13,3       | 16         | 19,5       | 20,2       | 14,8       |
| Record de vent (km/h) date du record                            | 39,6 2002  | 288 1995   | 36 1995        | 44,3 1995  | 50,4 2004  | 43,2 1975  | 49,3 2002      | 86,4 2001  | 43,2 2015  | 43,2 1997  | 43,2 2000  | 43,2 1995  | 86,4 2001  |
| Pression atmosphérique au niveau de la mer (hPa)                | 861,8      | 862,8      | 863            | 863,8      | 863,8      | 864        | 864,7          | 864,1      | 864        | 862,6      | 861,5      | 861        | 863,1      |
| Précipitations (mm)                                             | 185,7      | 182,6      | 126,1          | 106,7      | 144        | 127,2      | 199,8          | 143,2      | 186,1      | 182,5      | 166,5      | 137,1      | 1 887,5    |
| Précipitations les plus basses (mm) année du record             | 371,8 2010 | 363,4 2011 | 296,2 1971     | 231,1 1998 | 334,7 1992 | 445,1 2014 | 736,4 1983     | 402,4 2013 | 450,2 2009 | 382,8 2008 | 298,4 1997 | 325,1 2003 | 736,4 1983 |
| Précipitations les plus hautes (mm) année du record             | 24,1 1981  | 16,4 1988  | 37,3 1997      | 10,3 1978  | 2,7 1995   | 0 1989     | 15,2 1989      | 7 1968     | 26,2 1982  | 55,1 1992  | 28,3 1964  | 32,6 1969  | 0 1989     |
| Record de pluie en 24 h (mm) date du record                     | 86,5 1979  | 105,5 1994 | 76,7 1964      | 83,7 1998  | 101,7 1992 | 82,4 2014  | 124,2 1983     | 123,1 1983 | 111,4 2015 | 113,8 2014 | 109,3 1974 | 71,2 1976  | 124,2 1983 |
| Nombre de jours avec précipitations                             | 14         | 14         | 12             | 10         | 8          | 10         | 10             | 8          | 11         | 12         | 12         | 12         | 133        |
| Humidité relative (%)                                           | 85,5       | 86,5       | 85,9           | 84,8       | 84,5       | 81,9       | 79,9           | 74,9       | 80,6       | 82,8       | 81,2       | 81,8       | 82,5       |
| Nombre de jours avec neige                                      | 0          | 0          | 0              | 0          | 0,4        | 0,4        | 1              | 0,7        | 0,2        | 0          | 0          | 0          | 2,7        |
| Relevé pluviométrique en 1980 (mm)                              | 63         | 101,5      | 151,7          | 36,7       | 59,8       | 21,2       | 27,2           | 39         | 41,4       | 110,1      | 82,4       | 260,9      | 994,9      |
| Relevé pluviométrique en 1992 (mm)                              | 189,2      | 194        | 97,5           | 78,8       | 334,7      | 105,4      | 165,1          | 184,6      | 146,1      | 55,1       | 107,8      | 85,7       | 1 744      |
| Relevé pluviométrique en 2000 (mm)                              | 157        | 162,4      | 162            | 135,5      | 119,9      | 114,5      | 142,5          | 84,8       | 232,2      | 281,6      | 112,7      | 150,2      | 1 855,3    |
| Relevé pluviométrique en 2010 (mm)                              | 371,8      | 304,1      | 178,3          | 229,7      | 280,1      | 140,7      | 189,3          | 103,4      | 246,4      | 153,8      | 181        | 166,8      | 2 545,4    |

| Diagramme climatique                                  |               |               |               |            |              |            |              |              |              |               |               |
| J                                                     | F             | M             | A             | M          | J            | J          | A            | S            | O            | N             | D             |
| 22,613,3185,7                                         | 21,413,6182,6 | 21,512,7126,1 | 19,110,4106,7 | 15,87,6144 | 14,76,8127,2 | 14,56199,8 | 16,77,1143,2 | 16,67,2186,1 | 18,99,6182,5 | 20,510,8166,5 | 22,212,3137,1 |
| Moyennes : • Temp. maxi et mini °C • Précipitation mm |               |               |               |            |              |            |              |              |              |               |               |

#### Comparaison entre villes et capitales

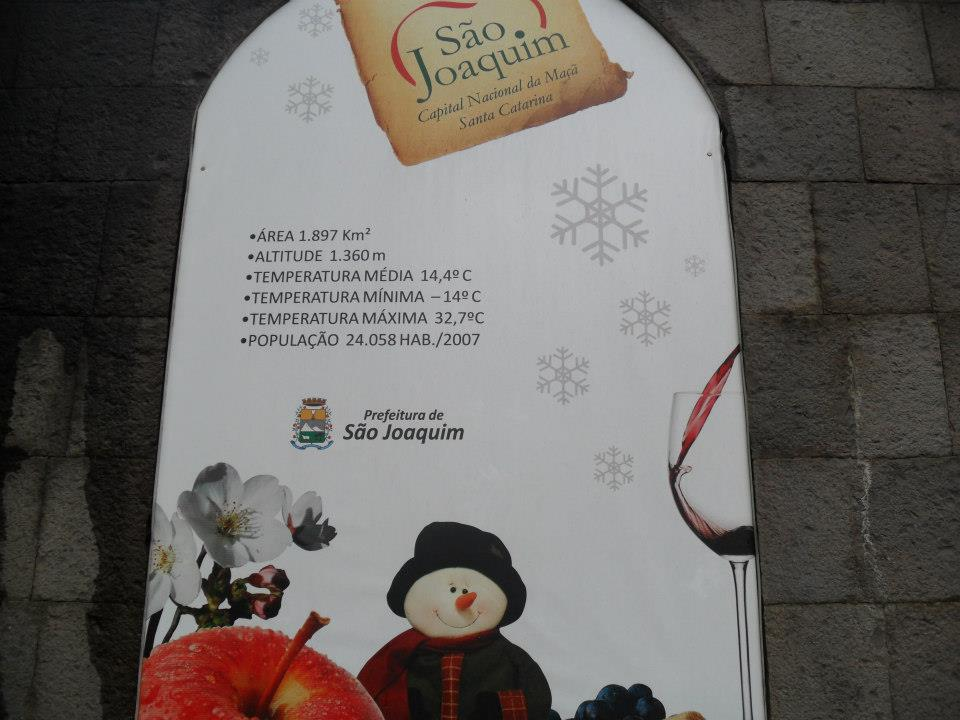
Panneau de la mairie indiquant une température minimale absolue (non officielle) de -14 °C

| Ville          | Ensoleillement · (h/an) | Pluie · (mm/an) | Neige · (d/an) | Temperature · (°C/an) | Humidité · (%/an) |
| -------------- | ----------------------- | --------------- | -------------- | --------------------- | ----------------- |
| Brasília       | 2 368,3                 | 1 477,4         | 0              | 21,4                  | 65,8              |
| São Joaquim    | 1 865,2                 | 1 887,5         | 2,7            | 13,5                  | 82,5              |
| Florianópolis  | 1 981,8                 | 1 768,7         | 0              | 20,9                  | 80,4              |
| Cambará do Sul | NC                      | 1 823,4         | 1,8            | 15,7                  | 83,5              |
| Lages          | 1 987                   | 1 707,6         | 0,8            | 16,1                  | 80                |
| Caxias do Sul  | 2 012,1                 | 1 802,7         | 0,9            | 16,8                  | 78,1              |

## Villes voisines
São Joaquim est voisine des municipalités (municípios) suivantes :
- Urubici
- Bom Jardim da Serra
- Urupema
- Painel
- Lages
- Bom Jesus et São José dos Ausentes dans l'État du Rio Grande do Sul

## Galerie

São Joaquim
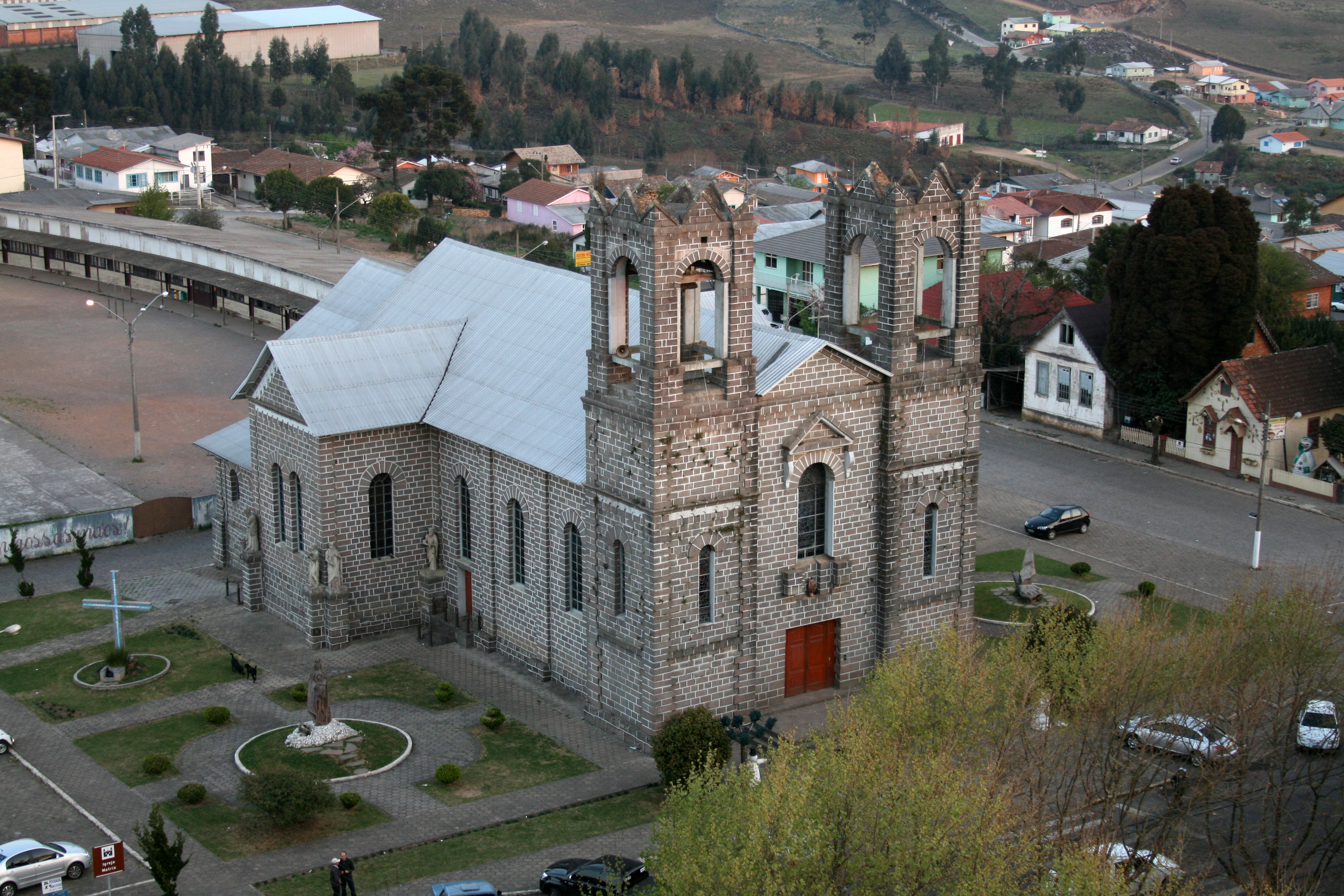
Chiesa Madre di São Joaquim.
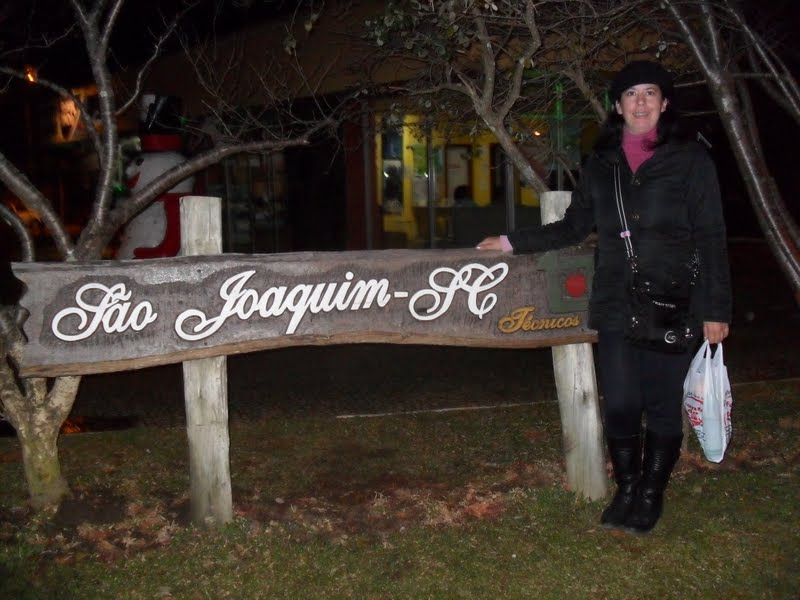
Plaque signalétique indiquant la ville.
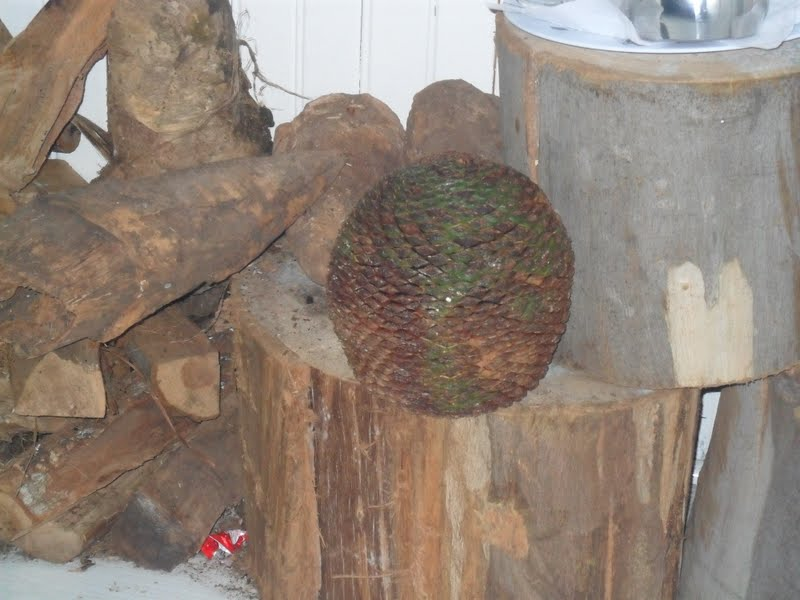
Cône [Quoi ?].
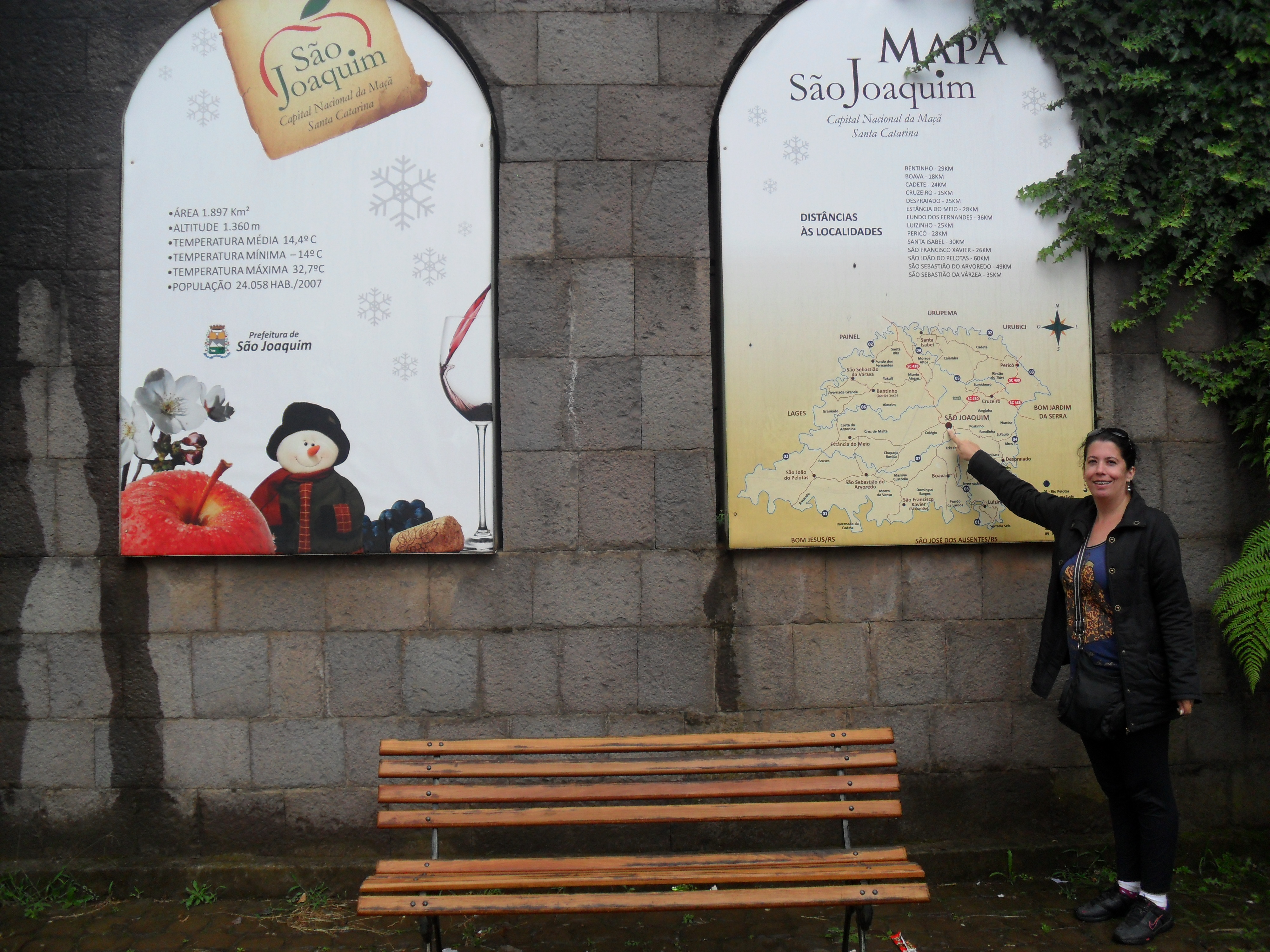
Informations climatiques et carte.